# Иванов, Алексей Павлович (геолог)
Алексей Павлович Иванов (1 [13] марта 1865, Вяземский уезд, Смоленская губерния — 2 марта 1933, Москва) — русский, советский геолог, палеонтолог, стратиграф, специалист в области геологии полезных ископаемых, профессор МГУ.

## Биография
Родился в семье крестьянина. Учился в Вяземской городской гимназии, а начиная с седьмого класса — в Первой московской. Ещё гимназистом давал частные уроки. После окончания гимназии поступил на естественное отделение физико-математического факультета Московского университета (1884). На третьем курсе за участие в студенческих беспорядках был исключён из университета «без права поступления в какое бы то ни было высшее учебное заведение». Однако после освобождения из тюрьмы был восстановлен в университете (1887), который окончил в 1891 году по кафедре геологии со степенью кандидата.
В 1891—1901 годах зарабатывал частными уроками и одновременно проводил работы по практической геологии. Некоторое время служил геологом в «Компании артезианского бурения фон Вангеля», в 1895 году руководил разведками нефти в бассейне реки Ухты. Кроме этого, консультировал по вопросам водоснабжения в обществе «Московский инженер», организовал и проводил разведку различных полезных ископаемых (железных руд в Липецком уезде, кирпичной глины во Владимирской губернии, фосфоритов в Подолии и др.). В 1900—1907 годах проводил работы в Закавказье и Закаспийской области — в районах нефтеносных месторождений. Вернувшись в Москву в 1902 году, работал в основном как лектор и популяризатор: читал лекции по геологии Московской губернии в Обществе воспитательниц и учительниц, в Тверском педагогическом обществе, составлял минералогические коллекции для школ. В 1904 году был арестован в Москве по обвинению в принадлежности к «Учительскому союзу» и, после отбытия заключения в Таганской тюрьме, выслан в Баку. В 1905 году во время поездки в Москву, А. П. Иванова снова арестовали по делу о покушении на начальника Тифлисского жандармского управления и заключили в Метехский тюремный замок в Тифлисе, но в том же году освобождили. С 1907 по 1917 год преподавал минералогию на педагогических курсах им. Тихомирова в Москве. С 1909 года — профессор на кафедре минералогии Университета им. А. Л. Шанявского. В 1919 году, после слияния университета Шанявского с I Московским университетом, стал профессором кафедры геологии физико-математического факультета и сотрудником Научно-исследовательского института 1-го МГУ. В 1918—1921 годах читал лекции по геологии и минералогии студентам Калининского педагогического института, был первым заведующим кафедрой геологии (1919—1921).
Действительный член НИИ геологии при физико-математическом факультете МГУ (1922—1930). Читал лекции по геологии, минералогии и палеонтологии. Среди его учеников — Б. М. Даньшин, А. В. Казаков, Н. Ф. Ничипорович, А. А. Соболев, А. Н. Сокольская, М. Г. Терехов и др.
Проводил геологические исследования во многих регионах Российской империи — Бессарабской, Подольской, Херсонской, Эстляндской, Лифляндской, Московской, Калужской, Тверской, Ярославской, Костромской и других губерниях, а также на Кавказе, полуострове Челекен, Тимане и в других районах Российской империи. Один из пионеров изучения фосфоритов в России; составил многочисленные карты распространения фосфоритов, дал характеристики и предложения по организации добычи фосфоритов; ввёл в практику метод точного подсчёта запаса фосфоритового слоя путём взвешивания. Высказал предположение о неорганическом происхождении фосфоритовых конкреций «путём отложения фосфорнокислой извести из раствора».
Область научных интересов: палеонтология, минералогия, стратиграфия, четвертичная геология, геология нефти.
Член комиссии Московского сельскохозяйственного института по исследованию фосфоритов (1908—1916), Московского общества испытателей природы (1894), Петербургского общества естествоиспытателей (1901), Общества естествоиспытателей при Юрьевском университете (1902); редколлегии журнала «Естествознание и география».
Опубликовал около 100 научных работ по палеонтологии, минералогии, тектонике, стратиграфии, четвертичной геологии, геологии нефти и прикладной геологии.

## Основные труды
- Палеонтологические данные для вертикального расчленения южно-подольского сармата. — М.: Унив. тип., 1893. — 35 с.
- Челекенское нефтяное месторождение // Дневник XI-го Съезда русских естествоиспытателей и врачей. — СПб.: тип. М. Меркушева, 1902. — № 10. — С. 469. — Секция геологии и минералогии.
- Челекенское месторождение нефти // Нефтяное дело. — 1903. — № 6. — С. 328—341; № 7. — С. 394—406; № 9. — С. 502—514.
- Геологическое строение Берекей-Каянентской нефтеносной местности. — Баку: тип. Первого тип. т-ва, 1906. — 90 с.
- Геологическое описание фосфоритоносных отложений Костромской губ. по р. Волге к востоку от г. Кинешмы и по рр. Унже и Нее в 1908 году // Отчёт по геологическому исследованию фосфоритовых залежей.  — М.: типо-литогр. Рихтер, 1909. — С. 77—143: ил. [Тр. Комиссии Мос. с.-х. ин-та по исследованию фосфоритов; Т. 1].
- Минералы острова Челекена // Известия Императорской Академии Наук. VI серия. — 1909. — Том 3, выпуск 3. — С. 165—184
- Определитель ископаемых верхне- и среднекаменноугольных отложений Московской губернии / Сост. А. П. Иванов. — М.: журн. «Естествознание и география», 1910. — 95, [1] с.
- Горные богатства и горнопромышленность Пермского Урала: К вопросу об открытии в г. Перми высш. техн. учеб. заведения. — Москва: Гор. тип., 1912. — II, 74 с.
- Геологическое строение Яузского бассейна: С 40 профилями и пласт. картой древне-аллювиальных отложений / А. П. Иванов, преп. геологии в Моск. ун-те им. А. Л. Шанявского. — Москва: Моск. гор. управа, 1914. — [2], II, 88 с. — (Труды Комиссии, организованной Московским городским общественным управлением по исследованию причин усиления жёсткости Мытищинской воды. Специальные статьи по предметам работ Комиссии; Вып. 1; Отд. 2).
- Процесс нефтедобывания в бакинском районе по данным геологии и статистики. — Москва: тип. О. Л. Сомовой, 1913. — 33 с.
- Артезианские воды г. Москвы. — М.: Гор. тип., 1916. — 32 с.
- Полное описание геологического и гидрогеологического строения окрестностей города Тулы, радиусом 10,67 километра (10 верст): С 1 карт. и 11 геолог. разрезами / Проф. А. П. Иванов, Е. А. Иванова; Предисловие: Н. Дампель и А. Рассаднев. — Тула: тип. Тулпечати, 1929. — 92 с., [2] вкл. л. черт. и карт.: черт. — (Труды Ассоциации по изучению производительных сил Тульского округа и Общества по изучению Тульского края).

## Память
Именем А. П. Иванова названы:
- род юрских браихопод Ivanoviella Makridin, 1956
- вид юрских аммонитов Craspedites ivanovi Gerasimov, 1960
- род каменноугольных брахиопод Alexenia Ivanova, 1935
- вид каменноугольных брахиоод Dictyoclostus ivanovi Lapina, 1957
- вид каменноугольных брахиопод Kozlowskia ivanovi Lazarev, 1984
- род каменноугольных кораллов Ivanovia Dobrolyubova, 1935

В честь А. П. и Е. А. Ивановых назван вид верхнеугольных брахиопод Admoskovia ivanoforum lazarev, 2001